# Liah Greenfeld
Liah Greenfeld (Vladivostok, URSS, 1954) és Professora de Sociologia, Antropologia i Ciència Política a la Universitat de Boston. És també Professora adjunta a la Lingnan University de Hong Kong. Greenfeld va rebre el seu doctorat en la Universitat Hebrea de Jerusalem en 1982.
Greenfled és l'autora d'una àmplia obra sobre art, economia, història, llenguatge i literatura, filosofia, política, religió i ciència, serà al CCCB per parlar de les connexions entre democràcia i nacionalisme, dos termes que, segons ella, són consubstancials i que no poden ser plenament entesos al marge d'aquesta connexió.
Les fonamentacions de la seva teoria sobre el nacionalisme com a origen de la democràcia, la modernitat i el capitalisme, han donat lloc a crítiques entre els historiadors de "falta de respecte per la historiografia, inclinació per a la construcció d'àmplies generalitzacions d'escassa evidència anecdòtica, i una tendència a presentar "exemples" històrics en un model esquemàtic prefabricat"

## Publicacions
- Center: Ideas and Institutions.  Chicago: University of Chicago Press, 1988. ISBN 0-226-30686-0.
- Different Worlds: A Sociological Study of Taste, Choice and Success in Art.  Cambridge: Cambridge University Press, 1989. ISBN 0-521-36064-1.
- Nationalism: Five Roads to Modernity.  Cambridge, Mass: Harvard University Press, 1992. ISBN 0-674-60318-4.
- The Spirit of Capitalism: Nationalism and Economic Growth.  Cambridge, Mass.: Harvard University Press, 2001. ISBN 0-674-00614-3.
- Nationalism and the Mind: Essays on Modern Culture.  Oxford: Oneworld, 2006. ISBN 1-85168-459-X.
- The Ideals of Joseph Ben-David: The Scientist’s Role and Centers of Learning Revisited (ed.).  New Brunswick, NJ: Transaction Publishers, 2012. ISBN 141284293X.
- Mind, Modernity, Madness: The Impact of Culture on Human Experience.  Cambridge, Mass.: Harvard University Press, 2013. ISBN 0674072766.